# English Harbour East
English Harbour East är en ort i Kanada.   Den ligger i provinsen Newfoundland och Labrador, i den östra delen av landet, 1 600 km öster om huvudstaden Ottawa. English Harbour East ligger 69 meter över havet och antalet invånare är 147. Den ligger vid sjön English Harbour Barasway.
Terrängen runt English Harbour East är kuperad österut, men västerut är den platt. Havet är nära English Harbour East söderut. Runt English Harbour East är det glesbefolkat, med 18 invånare per kvadratkilometer.. Närmaste större samhälle är St. Bernard's-Jacques Fontaine, 12,7 km söder om English Harbour East. 